# Schahrud (Saiteninstrument)

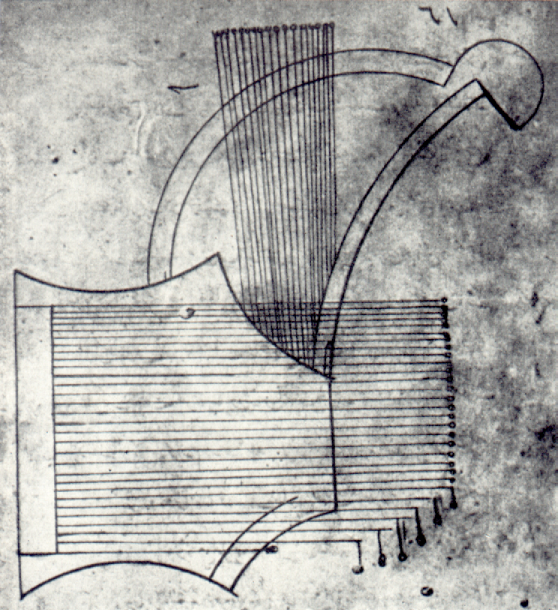
Abbildung des šāh-rūd in der in Kairo aufbewahrten Handschrift des Kitāb al-mūsīqā al kabīr.

Schahrud, persisch شاهرود, DMG šāh-rūd, auch šāh-i rūd, ist ein historisches Saiteninstrument, das nur von Zeichnungen in zwei Handschriften des musiktheoretischen Werks Kitāb al-Mūsīqā al-kabīr des aus Zentralasien stammenden Gelehrten al-Fārābī (um 870–950) bekannt ist und wahrscheinlich zu den Erzlauten zählte. Der šāh-rūd wurde Anfang des 10. Jahrhunderts in Samarkand eingeführt und verbreitete sich in der arabischen Musik des Nahen Ostens.

## Etymologie
Das persische Wort šāh-rūd setzt sich aus šāh, „König“ (Schah) und rūd zusammen, das ebenso wie tār die Grundbedeutung „Saite“ enthält. Rūd ist ein historisches orientalisches Lauteninstrument, während die Langhalslaute tār heute noch in der iranischen Musik gespielt wird. Der persische Musiker Abd al-Qadir (Ibn Ghaybi; † 1435) aus Maragha im Nordwesten des Iran erwähnte die Lauten rūd chātī (auch rūd chānī) neben rūdak und rūḍa. Zwei Jahrhunderte später beschrieb der osmanische Reiseschriftsteller Evliya Çelebi (1611 – nach 1683) die Laute rūḍa als dem čahārtār ähnlich, einem dem Namen nach viersaitigen Instrument. Der arabische Historiker al-Maqqari (um 1577–1632) beruft sich auf eine Quelle aus dem 13. Jahrhundert, wonach die rūḍa in Andalusien angetroffen werde.
Der šāh-rūd, „der König der Lauten“, wurde möglicherweise zum Namensgeber für die in den 1860er Jahren aus der afghanischen rubāb entwickelte, nordindische Schalenhalslaute sarod. Das persische Wort sarod bezeichnet in mehrerer Schreibvarianten jedoch schon wesentlich länger Lauteninstrumente und steht allgemein für „Musik“. In Belutschistan sind die der indischen sarinda ähnlichen Streichlauten surod und sorud bekannt.

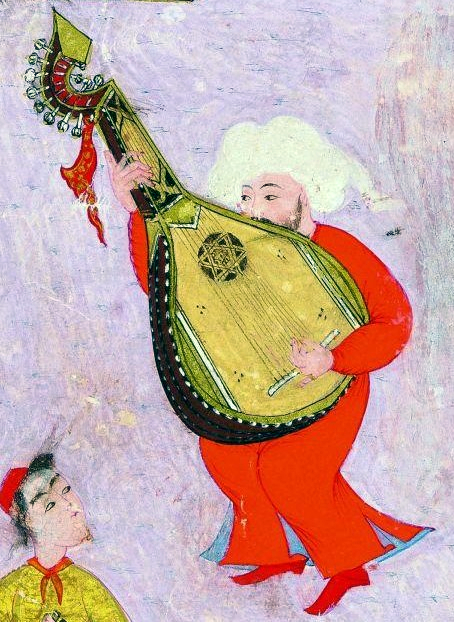
Osmanische şehrud, wohl eine Basslaute, abgebildet in der illuminierten Handschrift Surname-i Hümayun, 1582.

Ein in der osmanischen Zeit şehrud genanntes Saiteninstrument, das im 15. und 16. Jahrhundert auf osmanischen Miniaturmalereien und persischen Miniaturen während des Timuridenreichs (1370–1507) häufig als übergroße dickbauchige Variante der Kurzhalslaute ʿūd erscheint, ist mit dem mittelalterlichen šāh-rūd namens-, aber offensichtlich nicht formverwandt. Inwieweit dieses Instrument in der arabischen Musik verbreitet war, ist unklar. Auf Miniaturen des osmanischen Manuskripts Surname-i Hümayun von 1582 sind Hofmusiker zu sehen, die neben der şehrud, die ihrer übergroßen Darstellung nach vermutlich eine Basslaute war, die historische Winkelharfe çeng, die Zupflaute kopuz, die Streichlaute kemânçe, die Panflöte mıskal, die Längsflöte ney und die Rahmentrommel def spielen.

## Bauform
Eine publizierte Darstellung des šāh-rūd stammt aus einer Handschrift des 13. Jahrhunderts, die in der Nationalbibliothek in Kairo aufbewahrt wird, die einzige andere aus einer vermutlich im 12. Jahrhundert entstandenen Handschrift, die sich in der Biblioteca Nacional in Madrid befindet. Die Madrider Darstellung ist enger von Schrift umgeben, weniger sorgfältig und ohne Zirkel ausgeführt; strukturell unterscheiden sich beide nicht. Die Kairoer Zeichnung ist dagegen sorgfältig mit Zirkel und Lineal konstruiert. Es ist unklar, ob beide Zeichnungen auf dieselbe oder eine andere Vorlage zurückgehen oder ob die spätere Kairoer Zeichnung von der früheren in Madrid kopiert wurde. Aus archäologisch ergrabenen Tonfiguren, sassanidischen Felsreliefs oder persischen Buchmalereien lässt sich häufig eine grobe Vorstellung vom Aussehen historischer Musikinstrumente gewinnen, nur die Zahl der Saiten wird meist den künstlerischen Erfordernissen angepasst und ist selten wirklichkeitsgetreu. Dies gilt auch für die insgesamt zuverlässigeren Darstellungen in musikwissenschaftlichen Werken. So gehören die ornamentalen Verzierungen einer Winkelharfe (čang) auf einer Zeichnung aus dem 13. Jahrhundert eher zur künstlerischen Freiheit als zu deren tatsächlichem Aussehen. Oftmals sind Harfen gänzlich ohne Saiten oder mit über den Korpus hinaus ins Leere führenden Saiten abgebildet. Manchmal könnte der Musiker sein Instrument nicht in der abgebildeten Weise festhalten oder er könnte die Saiten nicht greifen.
Bei der Abbildung des šāh-rūd verlaufen die parallelen Saiten wie bei einer Kastenzither über die Decke, enden jedoch auf der rechten Seite irgendwo außerhalb. Die sechs kürzeren (höchsten) Saiten sind an ihrem Ende abgeknickt. Ein rechtwinklig dazu nach oben führendes zweites Saitenbündel ist von einem gebogenen Holzrahmen umschlossen, der an die Joche einer Leier oder den Rahmen einer Harfe denken lässt. Auch diese Saiten enden außerhalb der Konstruktion. Eine Erklärung, weshalb beide Saitensysteme über das Instrument hinausragen, könnte sein, dass der Zeichner die nach ihrem Fixierungspunkt lang herabhängenden Saitenenden, die häufig mit einem Anhängsel versehen und zur Dekoration belassen wurden, als gerade Linie weitergezogen hat. Das Madrider Instrument besitzt 40 Saiten, von denen 27 über den geschlossenen Korpus und 13 rechtwinklig bis zum Rahmen verlaufen, die Zeichnung aus Kairo zeigt ein šāh-rūd mit 48 Saiten, 29 Saiten über den Korpus und 19 bis zum Rahmen.
Der Musikwissenschaftler und Orientalist Rodolphe d’Erlanger (1872–1932), dessen sechsbändige Werkausgabe La musique arabe in den ersten beiden Bänden eine Übersetzung von al-Fārābīs Kitāb al-Mūsīqā al-kabīr enthält, klassifizierte den šāh-rūd 1935 als Zither. Henry George Farmer (1882–1965) nannte es zuvor 1929 in A History of Arabian Music eine „Erzlaute oder Zither“ und ergänzte, dass es „Anfang des 15. Jahrhunderts mit Sicherheit eine Erzlaute“ mit der doppelten Länge einer Laute war. Von d’Erlanger beeinflusst wollten andere eine Harfe oder ein Psalterium sehen, weshalb Farmer in The Sources of Arabian Music (1940) daraus ein „Harfen-Psalterium“ machte. In der ersten Ausgabe der Encyclopaedia of Islam von 1934 hatte Farmer den šāh-rūd im Artikel ʿŪd, also bei den orientalischen Lauteninstrumenten erwähnt. Dieser Abschnitt Farmers wurde unverändert in die Neuauflage von 2000 übernommen, da Farmer später zu seiner ursprünglichen Auffassung zurückgekehrt war. Demzufolge müsste das eine Saitenbündel als Melodiesaiten über einem Griffbrett und das andere Saitenbündel als zu getrennten Wirbeln führenden Bordunsaiten vorgestellt werden. Diese Auffassung wird durch al-Fārābī bestärkt, der dieses besondere Instrument von den zu seiner Zeit verbreiteten Winkelharfen (persisch čang, arabisch ǧank) und von den Leiern (arabisch miʿzafa) unterschied. Pavel Kurfürst schloss sich Farmers Deutung als „Harfen-Psalterium“ an. Der Kanun-Spieler und Musikhistoriker George Dimitri Sawa spricht dagegen von einer Zither. Al-Fārābī gab im 10. Jahrhundert einen Tonumfang von vier Oktaven an. Nach Abd al-Qadir besaß der šāh-rūd im 15. Jahrhundert zehn Doppelsaiten und war doppelt so lang wie der ʿūd.
Außer der beiden Darstellungen des Kitāb al-Mūsīqā ist ein abweichend gezeichneter šāh-rūd in der Inkunabel aus dem Jahr 1474 des von Johannes Duns Scotus verfassten Werkes Quaestiones in librum II. sententiarum abgebildet. Die Inkunabel wird im Ethnographischen Museum in Brünn in Tschechien aufbewahrt und ist vermutlich in Brünn entstanden. Das in einer Randzierleiste zwischen pflanzlichen Ornamenten als kolorierte Federzeichnung abgebildete Saiteninstrument wird von einer stehenden Musikerin in der Hand gehalten. Dieses Instrument mit einer anderen Korpusform, aber ebenfalls wie bei den arabischen Handschriften teilweise nach innen gekrümmten Kanten und ohne Schalllöcher, wird perspektivisch in Spielhaltung gezeigt und erlaubt so eine Abschätzung seiner Größe. Dafür bleibt hier die Saitenzahl unklar, da nur so viele Saiten parallel eingezeichnet wurden, wie es bei der 25 Millimeter langen Abbildung möglich war. Bei den arabischen Zeichnungen hat der Korpus sechs Kanten, bei der Brünner Darstellung ist es eine mehr, was jedoch auf eine Ungenauigkeit zurückzuführen sein kann. Nach der Farbgebung zu urteilen, wäre eine Bespannung der Oberseite mit Tierhaut (Pergament) möglich gewesen.

## Verbreitung
Der šāh-rūd geht auf einen Musiker namens Ḫulaiṣ ibn al-Aḥwaṣ (auch Ḥakīm ibn Aḥwaṣ al-Suġdī genannt) zurück, der dieses Instrument 918/19 in Samarkand einführte und mit ihm im zentralasiatischen Sogdien umherzog. Später verbreitete es sich bis in den Irak, nach Syrien und nach Ägypten. Arabische instrumentale Musik scheint sich nach den Angaben des Kitāb al-Mūsīqā al-kabīr um diese Zeit beträchtlich verändert zu haben. Bis zum 9./10. Jahrhundert hatte sich aus der schlanken massiven Form des barbaṭ die heute bekannte Form der Kurzhalslaute mit einem aus Spänen gefertigten runden Korpus entwickelt, die unter dem Namen ʿūd seither das beliebteste arabische Saiteninstrument ist. Tuhfat al-ʿūd war eine Laute halb so groß wie der ʿūd. Die „vollkommene Laute“ (ʿūd kāmil) mit fünf Doppelsaiten war der Maßstab.
Während der Herrschaft der Abbasiden gab es, wie von al-Fārābī angegeben, zwei verschiedene Langhalslauten, die ältere ṭunbūr al-mīzanī (auch ṭunbūr al-baghdādī) und die ṭunbūr al-churasānī, beide nach ihren Verbreitungsgebieten Bagdad bzw. Chorasan benannt. Hinzu kamen die selteneren Saiteninstrumente mit unverkürzt gezupften Saiten, von denen die Leier (miʿzafa) häufiger verwendet wurde als die Harfe (ǧank), sowie die Trapezzither (qānūn). Sänger begleiteten sich selbst auf Lauteninstrumenten, es ist keine Schilderung bekannt, wonach ein Sänger selbst eine Leier oder Harfe spielte.
Der šāh-rūd ist bis zum 15. Jahrhundert belegt. Für das 16. Jahrhundert ist seine Existenz nicht mehr nachweisbar. Ein ähnlich kompliziertes Saiteninstrument ist eine von Wendelin Tieffenbrucker gebaute Erzlaute mit seitlich an einem harfenartigen Rahmen befestigten parallelen Saiten. Dieses spätestens 1590 gefertigte, außergewöhnliche Einzelstück besaß einen Tonumfang von 6,5 Oktaven und wäre als Nachfolger des šāh-rūd denkbar, den der Lautenbauer Tieffenbrucker möglicherweise kannte.